# Vaux, Moselle
Vaux är en kommun i departementet Moselle i regionen Grand Est (tidigare regionen Lorraine) i nordöstra Frankrike. Kommunen ligger i kantonen Ars-sur-Moselle som tillhör arrondissementet Metz-Campagne. År 2022 hade Vaux 786 invånare.

## Befolkningsutveckling
Antalet invånare i kommunen Vaux
| Referens: INSEE |